# أنطونيا ستون
أنطونيا ستون (بالإنجليزية: Antonia Stone)‏ هي ناشِطة أمريكية، ولدت في 1930، وتوفيت في 2002.